# Leones

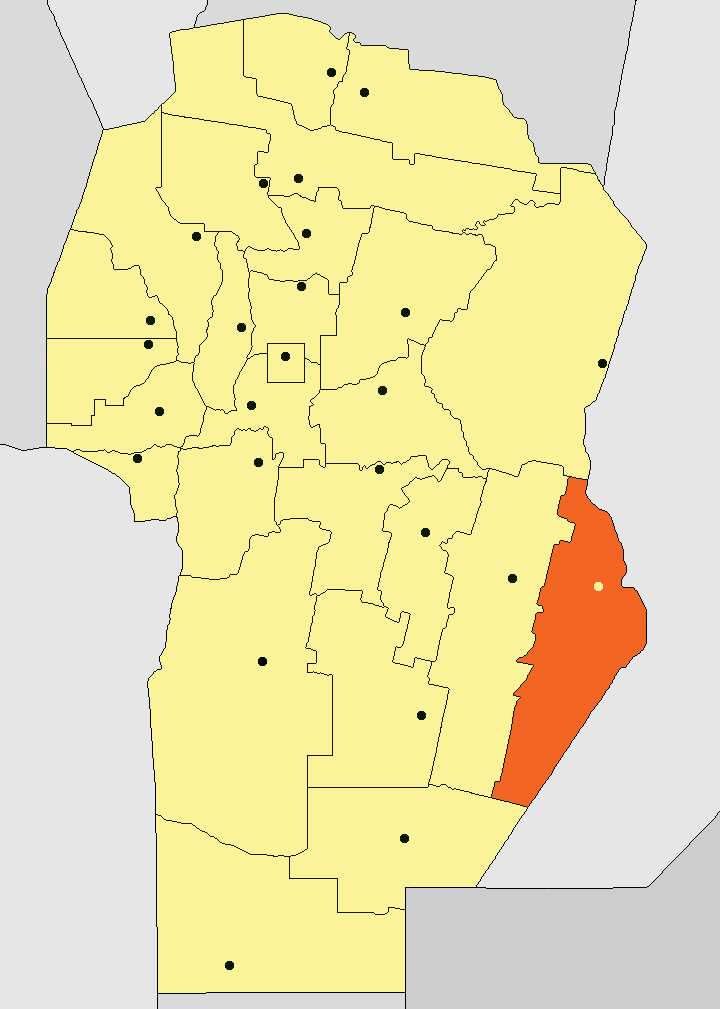
Mapa do Departamento Marcos Juárez.

Leones é um município argentino da província de Córdova, no departamento Marcos Juárez.